# Manus (eiland)
Manus is een vulkanisch eiland (gevormd door dode vulkanen) in de gelijknamige provincie Manus van Papoea-Nieuw-Guinea.
Manus is het belangrijkste en grootste eiland en telt 43.589 inwoners op een oppervlakte van 2100 km²; het hoogste punt is 719 m boven de zeespiegel.

## Landschap en fauna
Het eiland is dicht bebost met vochtig regenwoud. De gemiddelde jaarlijkse regenval is 3.382 mm. Het binnenland bestaat uit heuvellandschap waarvan de toppen reiken tot 719 meter boven zeeniveau. Er zijn een groot aantal korte, snelstromende rivieren en beken die uitwaaieren in het laagland tot kleine vlaktes. Langs de kusten liggen steile hellingen en inhammen met mangrovebos. Alleen aan de oostkust bevindt zich een groter vlak gebied en daar ligt de belangrijkste plaats Lorengau. Het eiland heeft een vulkanische oorsprong en is 8 tot 10 miljoen jaar gelden ontstaan. Het gesteente is daarom deels vulkanische en deels kalksteen ontstaan uit opgeheven koraalriffen.
Er komen 182 soorten vogels op het eiland voor waaronder acht soorten van de Rode Lijst van de IUCN zoals Browns langstaartduif (Reinwardtoena browni), Goulds stormvogel (Pterodroma leucoptera), prachtpitta (Pitta superba), manuswaaierstaart (Rhipidura semirubra) en de zilverstaartmonarch (Symposiachrus infelix).
De volgende zoogdieren komen er voor: Echymipera kalubu (geïntroduceerd), Wild zwijn (Sus scrofa) (geïntroduceerd),Spilocuscus kraemeri (mogelijk geïntroduceerd), Polynesische rat (Rattus exulans) (geïntroduceerd), Melomys matambuai, Dobsonia anderseni, Macroglossus minimus, Nyctimene albiventer, Pteropus admiralitatum, Pteropus hypomelanus, Pteropus neohibernicus, Rousettus amplexicaudatus, Syconycteris australis, Emballonura nigrescens, Hipposideros calcaratus, Hipposideros diadema, Kerivoula myrella, Miniopterus macrocneme, Miniopterus propitristis (onzeker) en Pipistrellus angulatus.

## Geschiedenis
Omstreeks 20.000 jaar geleden bereikten de eerste bewoners het eiland. De eerste Europeaan die het eiland beschreef was de Spaanse ontdekkingsreiziger Álvaro de Saavedra. Op 15 augustus 1528 zeilde hij rond het eiland. De Nederlandse ontdekkingsreiziger Willem Cornelisz Schouten voer in 1616 langs het eiland toen hij de noordkust van Nieuw-Guinea verkende. Pas in 1875 kwam er weer scheepvaartkundige belangstelling voor deze eilanden. In 1912 stichtten de Duitsers een koloniaal steunpunt in Lorengau. In 1914 kwam het eiland onder bestuur van de Australische regering.
In 1928-1929 bezocht de Amerikaanse antropologe Margaret Mead het eiland. Haar boek Growing Up In New Guinea (1931) is gebaseerd op haar observaties op Manus en behandelt de plaatselijke gewoonten voor daar missie en zending hun werkzaamheden begonnen. Haar vervolgstudie van Manus verscheen in 1956 en is getiteld New Lives for Old. Cultural Transformation - Manus, 1928-1953. Haar eerste studie uit 1931 verscheen in de Nederlandse vertaling Natuurvolk en Westerse beschaving (1964).

### Tweede Wereldoorlog
Tijdens de Tweede Wereldoorlog in Azië was Manus eerst een observatiepost van het Australische leger. In april 1942 bezette een grote Japanse troepenmacht het eiland en legde er een militaire basis aan. De Australiërs trokken zich terug in het oerwoud. In februari/maart 1944 veroverde het Amerikaanse leger het eiland. De geallieerden stichtten een marinehaven die later het steunpunt werd van de British Pacific Fleet.

### PNG defence Force Base Lombrum
In januari 1944 stichtten de United States Navy een marinebasis op het eiland Los Negros. Dit eiland is via een brug verbonden met Manus. Deze basis werd in 1946 overgedragen aan de Koninklijke Australische marine (RAN). In 1950 werd de basis omgedoopt tot HMAS Tarangau en toen Papoea-Nieuw-Guinea in 1974 onafhankelijk werd, kreeg de basis de naam PNG defence Force base Lombrum.

### Detentiecentrum

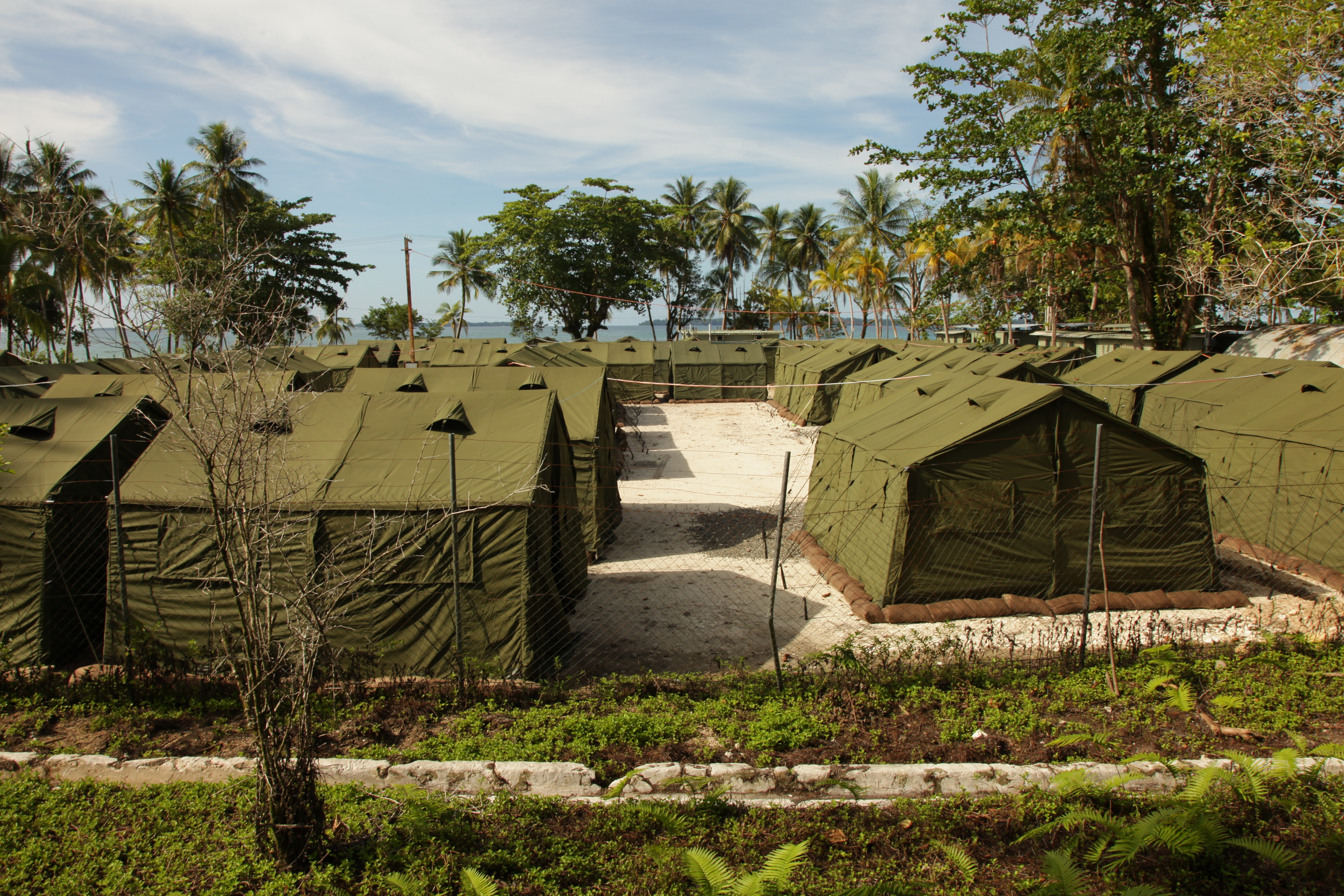
Het detentiecentrum (Manus Island regional processing facility) op 25 okt. 2012

In 2001 richtte Australië in overleg met de regering van Papoea-Nieuw-Guinea op het terrein van de PNG defence Force base Lambrum een detentiecentrum op voor immigranten die als asielzoeker over zee hadden geprobeerd grondgebied van Australië te bereiken (meestal de dicht bij Indonesië gelegen Christmaseiland en Cocoseilanden). In dit centrum moesten zij de beslissing over een eventuele asielaanvraag afwachten. Dit beleid tegen illegale immigratie, in het Engels "offshore processing", werd de Pacific Solution genoemd. Het aantal illegale immigranten daalde daarna tot praktisch nul in 2002. Tot 2008 werden nauwelijks mensen daar gedetineerd. Echter, tussen 2009 en 2014 steeg het aantal asielzoekers dat op illegale manier Australië wilde bereiken tot 12,5 duizend. In 2013, na het aantreden van een nieuwe Australische regering onder leiding van Kevin Rudd, die Australië voor bootvluchtelingen afsloot, werden grotere aantallen mensen (voornamelijk mannen) op Manus gedetineerd. Op 31 december 2013 verbleven 1229 mannen in detentie. Er was binnen Australië veel verzet tegen dit beleid. In april 2016 sprak het hoogste rechtscollege van Papoea-Nieuw-Guinea (Supreme Court of Papua New Guinea) uit, dat het gevangen houden van asielzoekers onwettig was, waarop de minister-president van Australië opdracht gaf het centrum te sluiten. Formeel werd het centrum op 31 oktober 2017 gesloten. Er waren echter 350 gedetineerde mannen die weigerden te vertrekken, omdat de alternatieve kamp-accommodatie die werd aangeboden in de buurt van de hoofdplaats Lorengau van veel mindere kwaliteit was en omdat de oorspronkelijke bevolking (in ieder geval deels) vijandig reageerde op de asielmigranten. Deze laatste gedetineerden werden met geweld door de politie van Papoea-Nieuw-Guinea uit het oorspronkelijke kamp verwijderd en overgeplaatst. Op 31 december 2017 was dit kamp geheel ontruimd.. In maart 2019 waren 547 tot 561 gedetineerden in Papoea-Nieuw-Guinea, waarvan 170 in een hospitaal in Port Moresby en de overigen op Manus.
De Iraans Koerdische journalist, Behrouz Boochani (geboren 23 juli 1983 te Ilam) kwam eind juli 2013, op zoek naar een vrij en veilig bestaan, aan in het oude detentiecentrum en werd na de ontruiming daarvan overgeplaatst naar het kamp bij de hoofdplaats Lorengau. Over zijn belevenissen en uitzichtloos verblijf schreef hij het boek: No friends but the mountains (Slechts de bergen resten als vriend) dat eind juli 2018 uitkwam. Hij had de 400 blz. tekst naar zijn uitgever opgestuurd via Whatsapp. Voor dit en ander werk kreeg hij o.a. de prestigieuze Australische Victorian Award 2019.